# KDE System Guard
A KDE System Guard vagy más néven KSysguard egy KDE feladatkezelő és teljesítmény monitorozó eszköz. Képes monitorozni a helyi és távoli gépeket egyaránt. Képes visszaadni egyszerű értékeket vagy összetett adat struktúrákat mint pl. táblákat minderről. Ezeket az információkat különböző grafikus megjelenítőkön adja vissza. Ezek a megjelenítők aztán különböző munkalapokba szervezhetők, ezen kívül biztosít még egy részletes top-szerű táblázatot a rendszer folyamatokról.
Bár a KDE System Guard-t leginkább a rendszer erőforrások és folyamatok helyi megfigyelésére használják, kellően robusztus eszköz ahhoz, hogy teljes  szerver farmokat is kezelni lehessen vele.
A KDE System Guard a KDE 1.x feladatkezelő (KTop) újraírása.

## Külső hivatkozások
- KDE System Guard user wiki
- KDE System Guard Handbook

## Fordítás
Ez a szócikk részben vagy egészben  a   KDE System  Guard című angol Wikipédia-szócikk ezen változatának fordításán alapul.  Az eredeti cikk szerkesztőit annak laptörténete sorolja fel. Ez a jelzés csupán a megfogalmazás eredetét és a szerzői jogokat jelzi, nem szolgál a cikkben szereplő információk forrásmegjelöléseként.
1. ↑  https://invent.kde.org/plasma/ksysguard/-/tags/v5.21.5
2. ↑  https://invent.kde.org/plasma/ksysguard/-/tags/v5.21.90